# South Ealing
South Ealing – dzielnica Londynu należąca do London Borough of Ealing. 
Na obszarze dzielnicy znajduje się Cmentarz South Ealing w Londynie, na którym zostali pochowani liczni przedstawiciele polskiej emigracji po II wojnie światowej.